# Dilatatív kardiomiopátia
A dilatatív kardiomiopátia vagy kitágulásos szívizom-elfajulás a szív izmainak egy olyan betegsége, amikor a kamrák kitágulnak, és így a szív nem képes elegendő vért pumpálni, ami szívelégtelenséghez vezet. A betegséget okozhatja előrehaladott koszorúér-betegség, a szívizom vírusos fertőzését követő heveny gyulladás (miokarditisz), bakteriális fertőzés, rosszul kezelt cukorbetegség vagy pajzsmirigy-betegség, de az esetek kb. 20-30 százalékában örökletes, genetikai eredetű.

## Tünetek
A betegség első tünetei a munka közbeni fáradékonyság és légszomj, ha pedig fertőzés következtében alakul ki, akkor magas lázzal és influenzás tünetekkel jár. Bármi is okozza, végül felgyorsul a szívfrekvencia és folyadék gyűlik fel a lábakban, tüdőben, hasban. Mivel a szív kitágulása következtében nem zárnak a billentyűk, olyan zörejek keletkeznek, amelyet fonendoszkóppal is hallhat az orvos.